# Bundeskanzleramt
Bundeskanzleramt (Förbundskanslerns ämbetsverk) är namnet på den stabs- och kansliorganisation som biträder Tysklands förbundskansler. Namnet är vedertagen benämningen på såväl organisationen (förkortning: BKAmt) som på byggnaden i vilken organisationen har sitt säte.
Organisation har sitt säte i Berlin sedan 1999, och dessförinnan från Förbundsrepublikens inrättande 1949 i Bonn. 
Bundeskanzleramt är indelat i 7 generaldirektorat och leds av en särskild minister som står direkt under förbundskanslern.

## Byggnader

### Bonn
Västtysklands förste förbundskansler, Konrad Adenauer, använde under två månader Museum Koeing i Bonn som sitt kontor. Därefter kom Palais Schaumburg i Bonn att bli den första permanenta byggnaden för Bundeskanzleramt.
1969 beslöt man att uppföra en ny förvaltningsbyggnad i närheten av Palais Schaumburg. 1974 påbörjades byggnadsarbetena och 1976 invigdes nya Bundeskanzleramt som även blev byggnadens namn och den första förbundskanslern att använda den nya byggnaden var Helmut Schmidt. Palais Schaumburg fortsatte emellertid att användas vid representation. 
Efter flytten till Berlin 1999 har Palais Schaumburg återfått funktionen som förbundskanslern och Bundeskanzleramts andra säte.

### Galleri

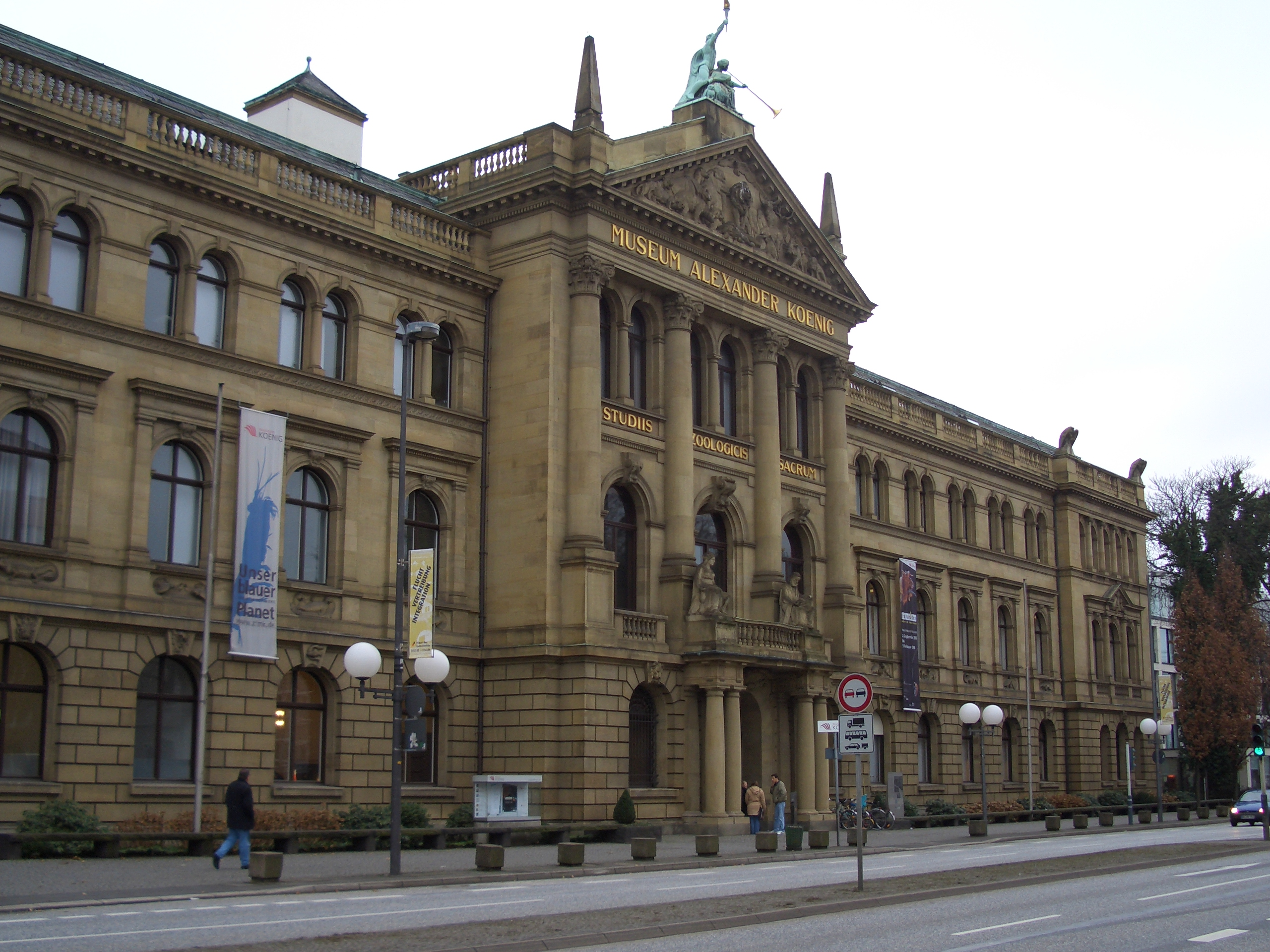
Museum Koeing i Bonn var förbundskanslers kontor under två månader 1949.
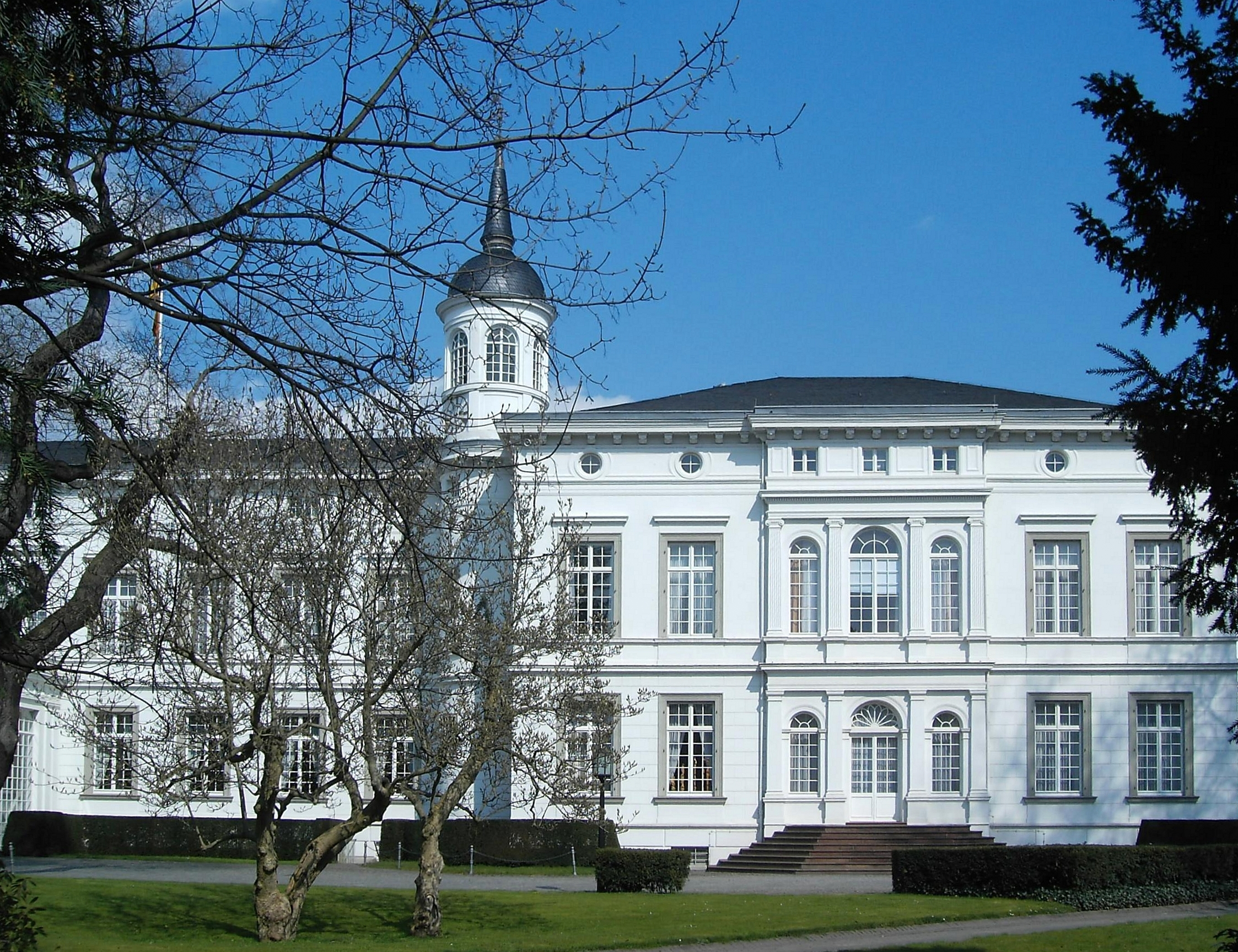
Palais Schaumburg i Bonn var säte för förbundskanslern 1949–1976.
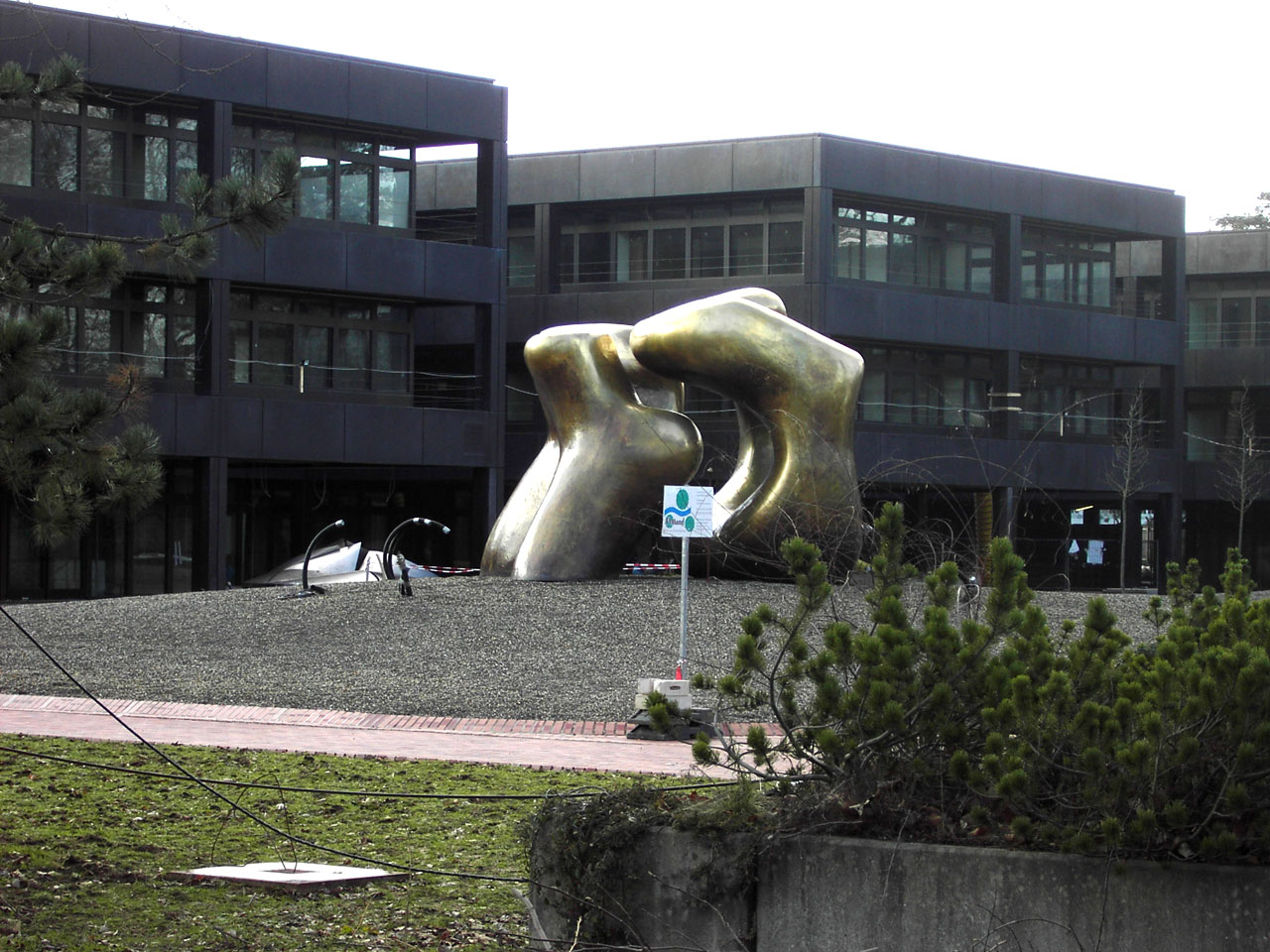
Bundeskanzleramt i Bonn var säte för förbundskanslern 1976–1999.
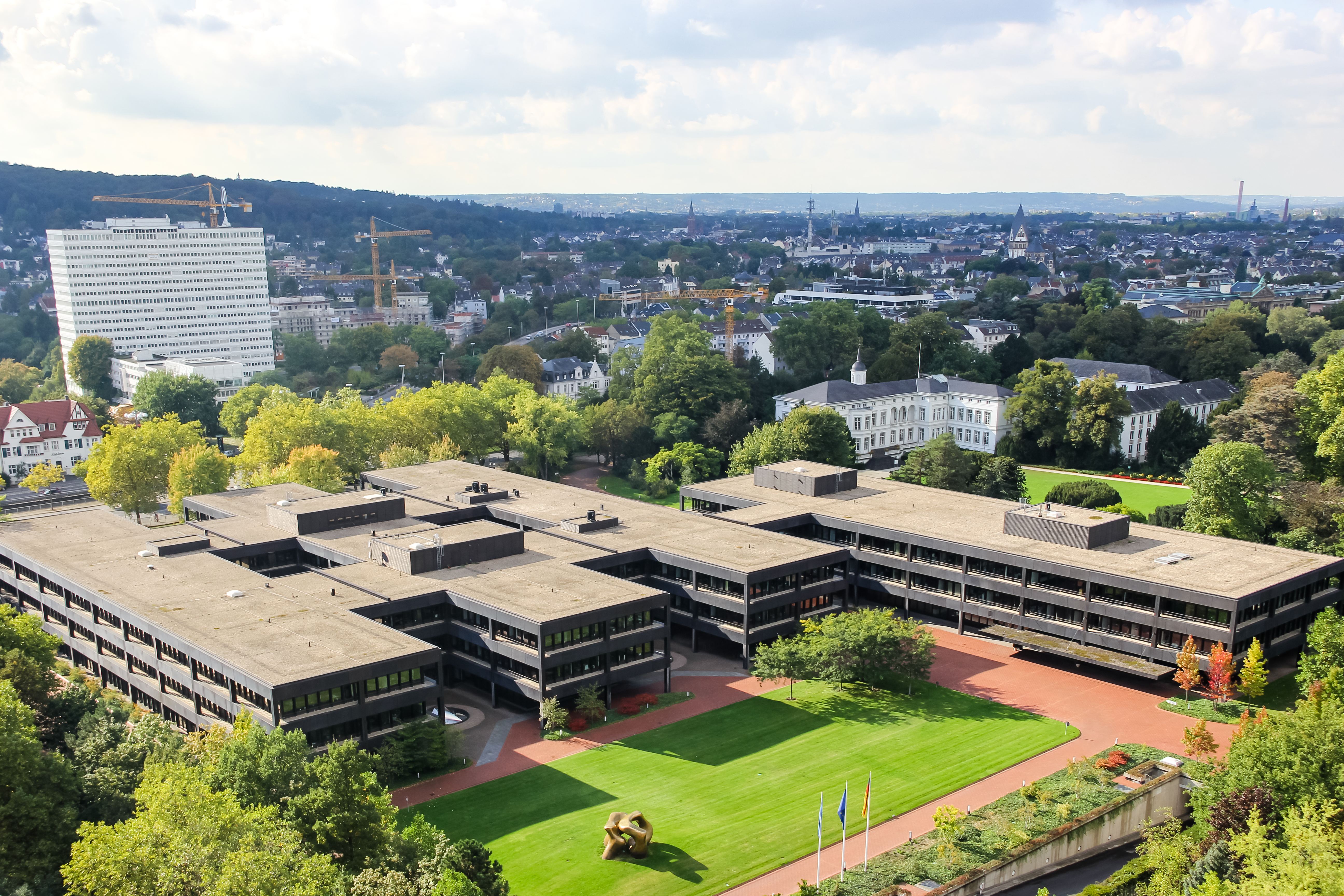
Neubau des Bundeskanzleramts och Palais Schaumburg.
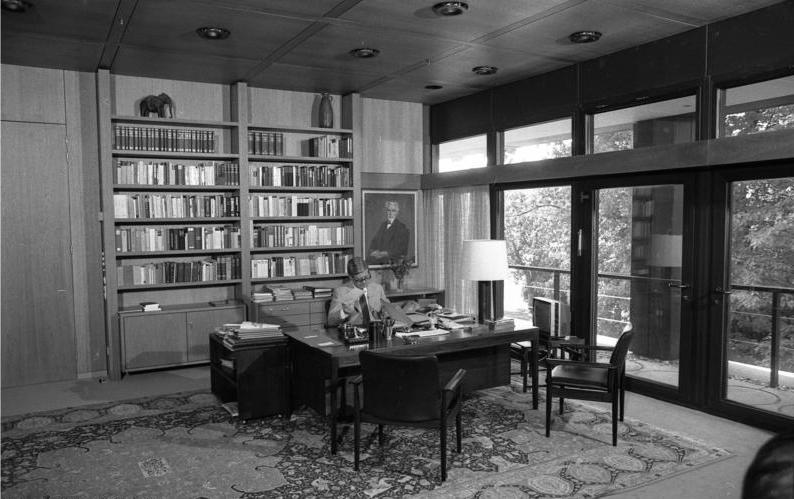
Förbundskansler Helmut Schmidt i sitt kontor, 7 juli 1976.
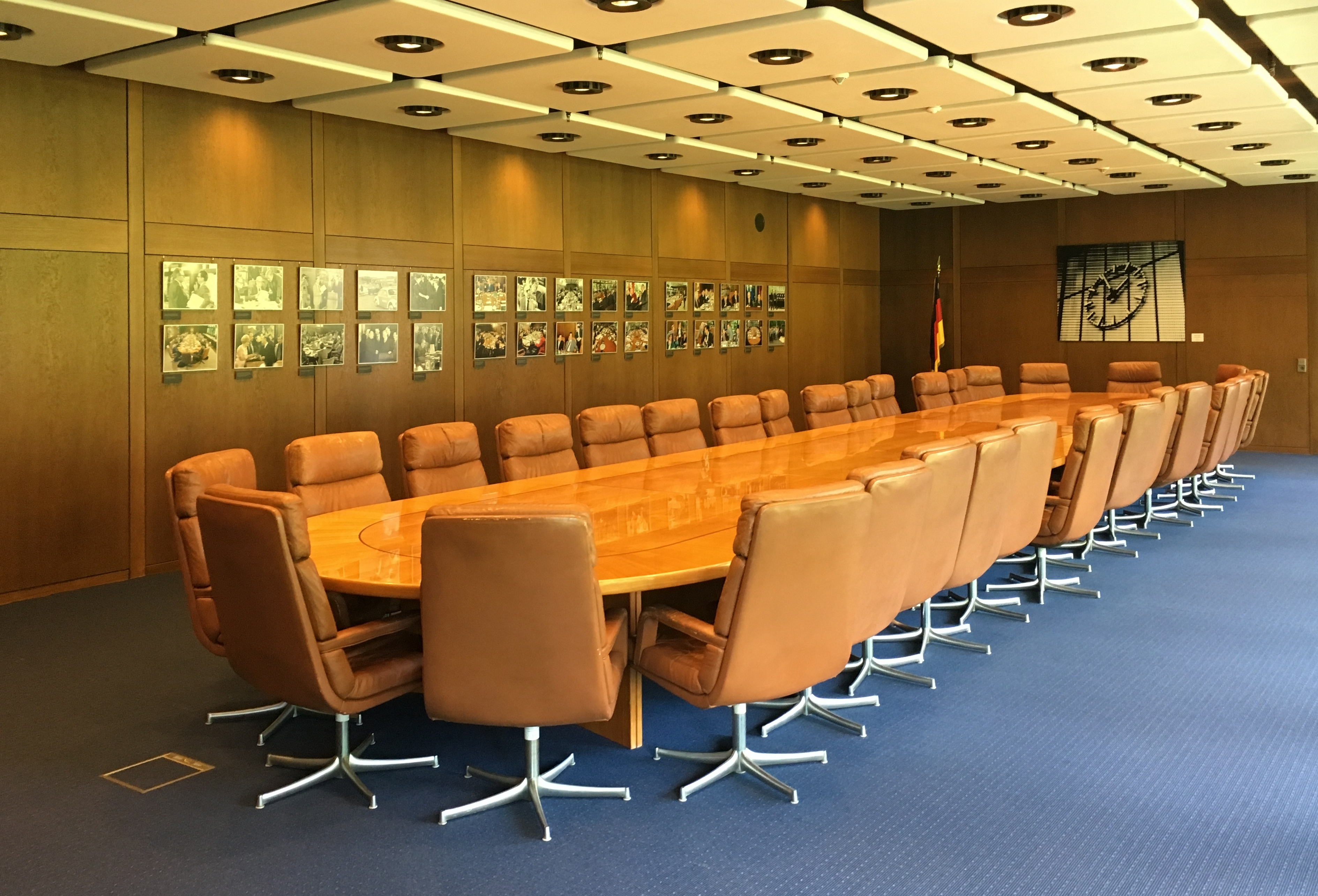
Förbundsregeringens sammanträdessal 1976–1999.

### Berlin
Efter Tysklands återförening 1990 fattades beslutet att alla regeringsbyggnader skulle flyttas från Bonn till Berlin. En av dessa byggnader var högsätet för den tyska förbundskanslern, Bundeskanzleramt. En arkitekttävling utlystes och vanns av den Berlinska arkitektduon Axel Schultes och Charlotte Frank.
Bundeskanzleramt flyttade 1999 från Bonn tillfälligt till Staatsratsgebäude i Berlin som hade varit säte för Östtysklands statsråd.
Nybygget stod färdigt 2001. Byggnaden består av ett nio våningar högt, nästan kubiskt, centralkomplex flankerat av två femvånings sidoflyglar på vardera sidan i sidofasadernas förlängning. Ett av kännetecknen för byggnaden är den arton meter höga halvcirkulära ”utskärningen” i huvudbyggnadens övre del som, tillsammans med den kubiska formen, har bidragit till uppkomsten av smeknamnet ”Waschmaschine” (tvättmaskin). 
Entréfasaden har en väl balanserad proportionering mellan den vita betongen och glaset och bjuder på transparens och öppenhet. Man kan skönja en abstraktion av antikens statsbyggnader i de brutna pelarna som ger struktur åt fasaden. Ur vissa vinklar tycks exteriören och interiören lösas upp i varandra. 
Järnskulpturen som står i förgården, Ehrenhof (Ärans gård), är skapad av spanjoren Eduardo Chillida och heter, passande nog, Berlin.
Utbyggnadsplaner för byggnaden finns, bland annat med en sammanbyggnad som även innefattar en helikopterplatta på andra sidan floden Spree.

### Galleri

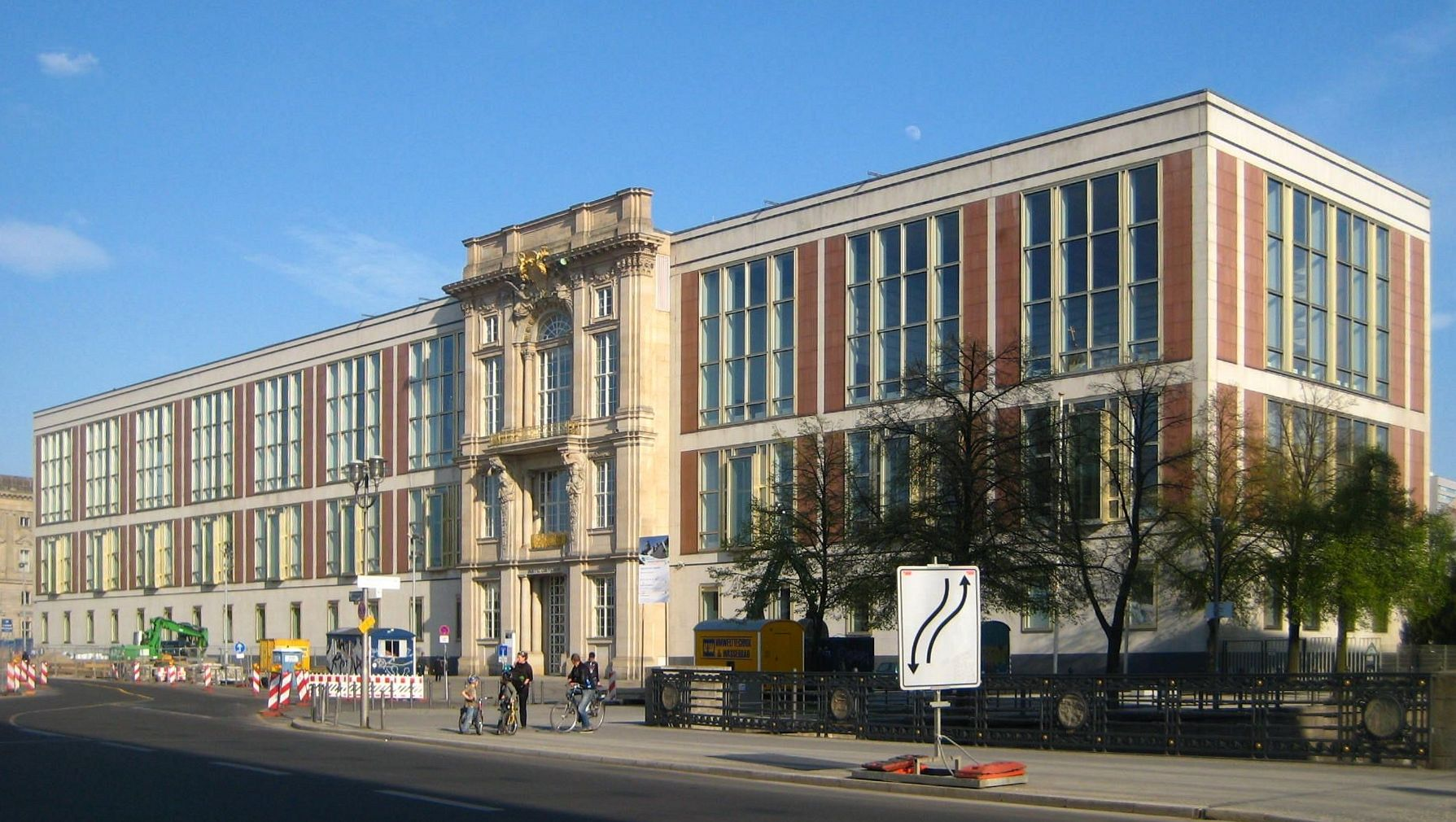
Bundeskanzleramt flyttade 1999 från Bonn till Staatsratsgebäude i Berlin. Porten är från det rivna Berlins stadsslott.
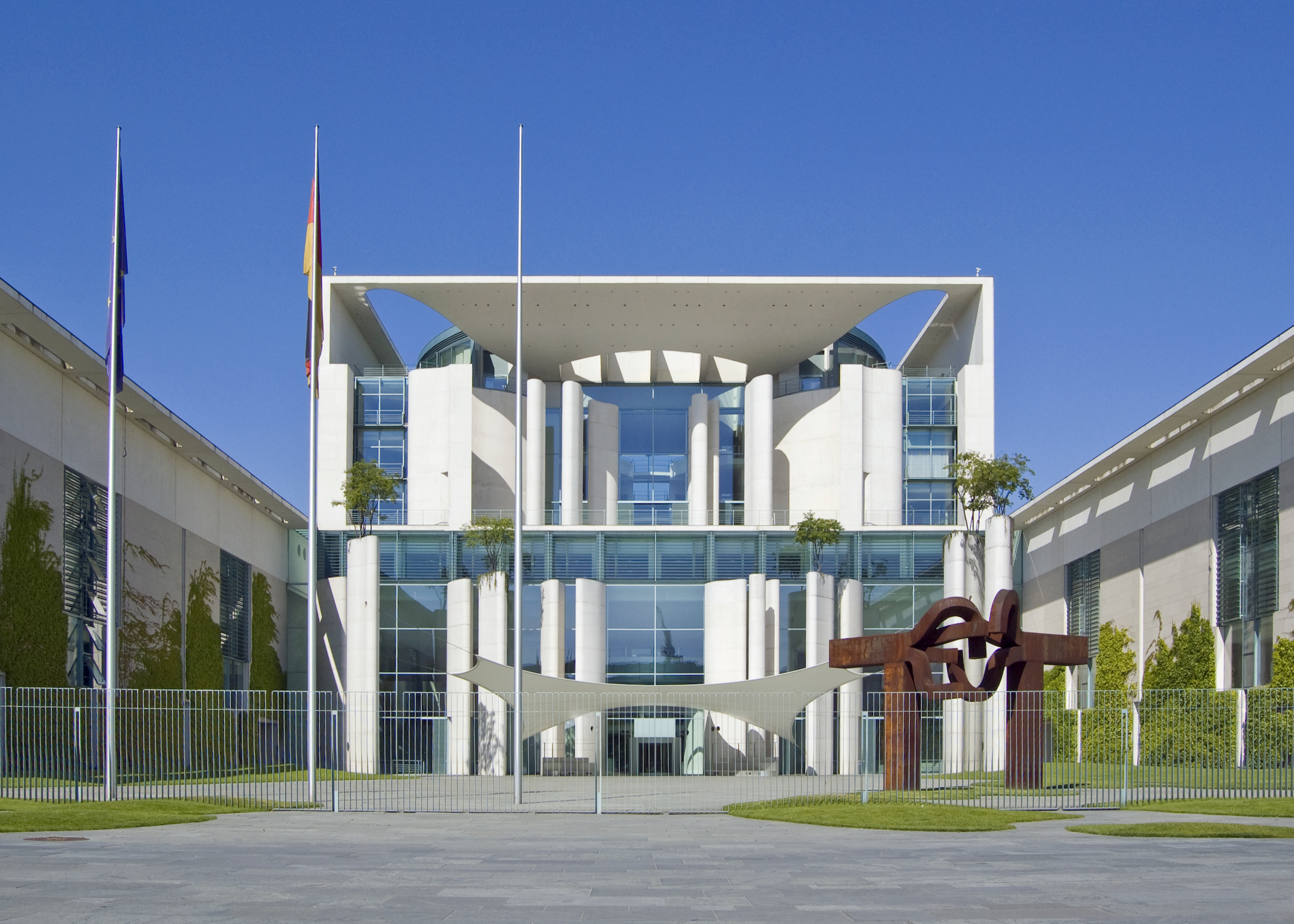
Bundeskanzleramt i Berlin som invigdes 2001.
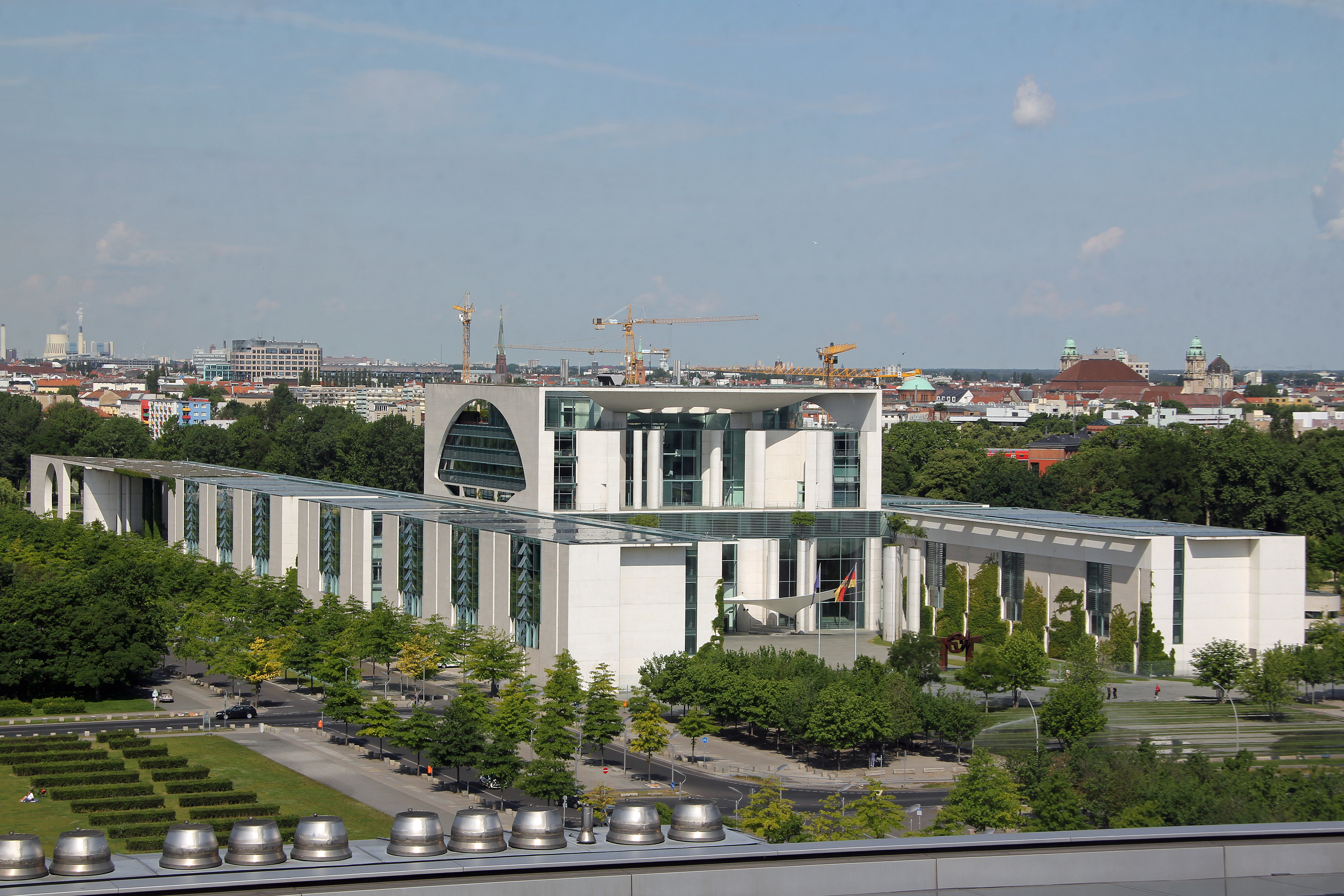
Vy över Bundeskanzleramt sett från Riksdagshusets tak.
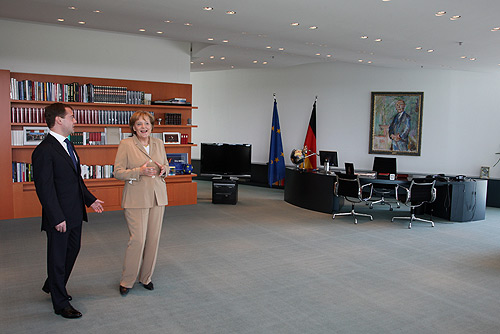
Rysslands president Dmitrij Medvedev och förbundskansler Angela Merkel i förbundskanslers kontor, 5 juni 2008.
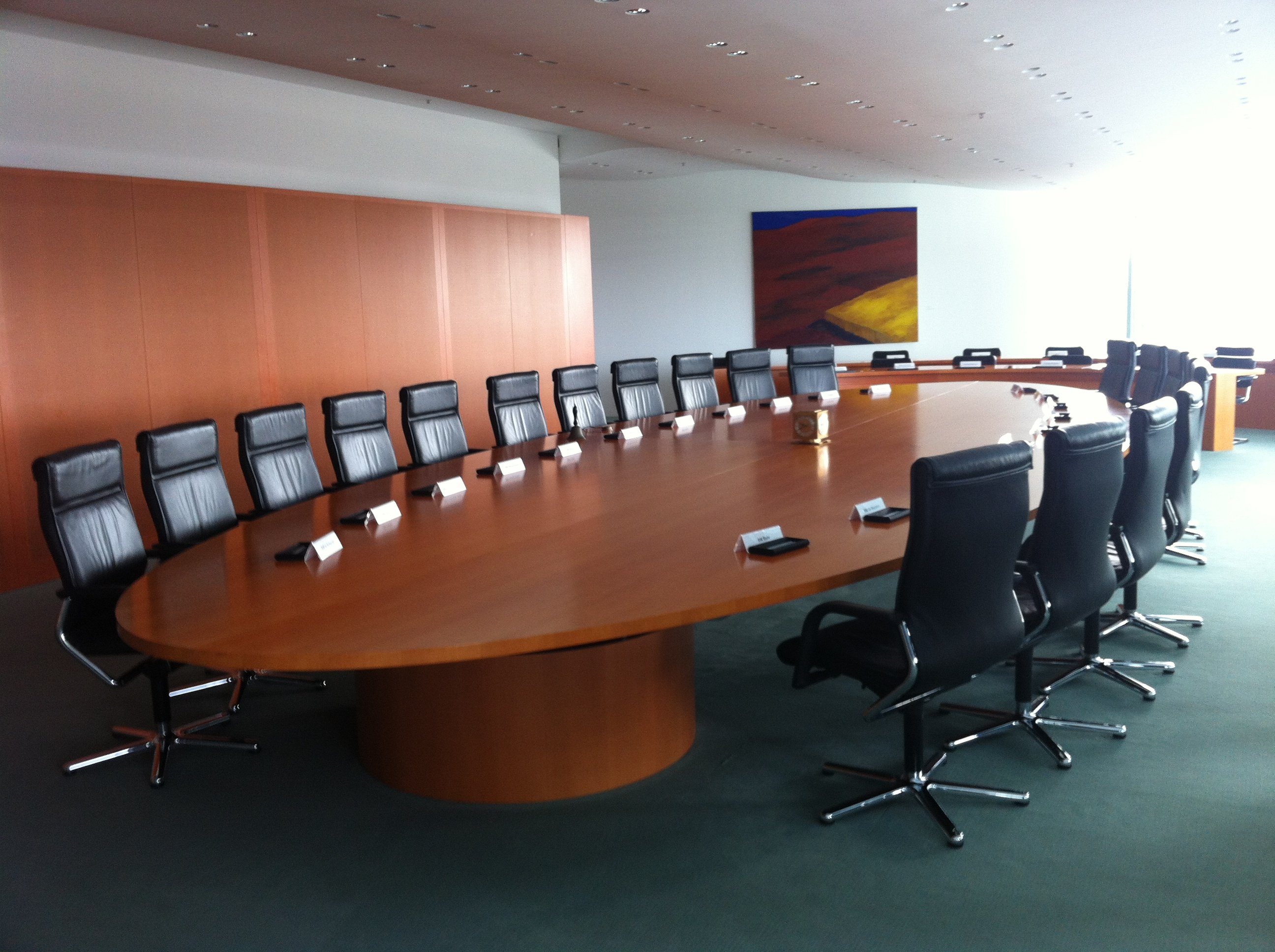
Förbundsregeringens sammanträdesrum.